# Mályi
Mályi är en ort i Ungern.   Den ligger i provinsen Borsod-Abaúj-Zemplén, i den nordöstra delen av landet, 150 km öster om huvudstaden Budapest. Mályi ligger 104 meter över havet och antalet invånare är 4 128.
Terrängen runt Mályi är platt. Runt Mályi är det ganska tätbefolkat, med 90 invånare per kvadratkilometer. Närmaste större samhälle är Miskolc, 10,0 km norr om Mályi. Trakten runt Mályi består till största delen av jordbruksmark.